# Grzegorz
Grzegorz ist eine polnische Form des männlichen Vornamens Gregor.

## Namensträger

### B
- Grzegorz Błaszczyk (* 1953), polnischer Historiker
- Grzegorz Bodziana (* 1981), polnischer Biathlet
- Grzegorz Bonin (* 1983), polnischer Fußballspieler
- Grzegorz Bronowicki (* 1980), polnischer Fußballspieler

### C
- Grzegorz Ciechowski (1957–2001), polnischer Musiker und Filmkomponist

### D
- Grzegorz Dolniak (1960–2010), polnischer Politiker (PO)

### F
- Grzegorz Filipowski (* 1966), polnischer Eiskunstläufer
- Grzegorz Fitelberg (1879–1953), polnischer Komponist und Dirigent

### G
- Grzegorz Gilewski (* 1973), polnischer Fußballschiedsrichter
- Grzegorz Gerwazy Gorczycki (1664/1667–1734), polnischer Kapellmeister und Komponist
- Grzegorz Grzeban (1902–1991), polnischer Schachkomponist
- Grzegorz Gwiazdowski (* 1974), polnischer Radrennfahrer

### H
- Grzegorz Hajdarowicz (* 1965), polnischer Unternehmer, Filmregisseur und Zeitungsverleger

### J
- Grzegorz Janik (* 1965), polnischer Politiker
- Grzegorz Jarzyna (* 1968), polnischer Theaterregisseur

### K
- Grzegorz Kasprzik (* 1983), polnischer Fußballtorhüter
- Grzegorz Kleszcz (* 1977), polnischer Gewichtheber

### L
- Grzegorz Lato (* 1950), polnischer Fußballspieler
- Grzegorz Lerka (* 1969), polnischer Maler und Grafiker

### M
- Grzegorz Mielcarski (* 1971), polnischer Fußballspieler
- Grzegorz Miętus (* 1993), polnischer Skispringer
- Grzegorz Moryciński (1936–2015), polnischer Maler

### N
- Grzegorz Napieralski (* 1974), polnischer Politiker (SLD)

### O
- Grzegorz Olszowski (* 1967), polnischer Geistlicher, Weihbischof in Kattowitz

### P
- Grzegorz Piechna (* 1976), polnischer Fußballspieler
- Grzegorz Piekarski (Rennrodler) (* 1986), polnischer Rennrodler
- Grzegorz Pisalski (* 1970), polnischer Politiker (SLD)
- Grzegorz Podstawek (* 1979), polnischer Fußballspieler
- Grzegorz Pojmański (* 1959), polnischer Astronom

### R
- Grzegorz Raniewicz (* 1970), polnischer Politiker (PO)
- Grzegorz Rasiak (* 1979), polnischer Fußballspieler
- Grzegorz Rejchtman (* 1970), polnisch-schwedischer Spieleautor
- Grzegorz Rosiński (* 1941), polnischer Comiczeichner, Maler und Grafiker
- Grzegorz Rossoliński-Liebe (* 1979), deutsch-polnischer Historiker
- Grzegorz Roszak (* 1955), polnischer Politiker (PO)
- Grzegorz Ryś (* 1964), polnischer Geistlicher, Erzbischof von Łódź und Kardinal

### S
- Grzegorz Schetyna (* 1963), polnischer Politiker (PO)
- Grzegorz Sobczyk (* 1981), polnischer Skispringer und Skisprungtrainer
- Grzegorz Stec (* 1955), polnischer Maler, Grafiker und Lyriker
- Grzegorz Sudoł (* 1978), polnischer Leichtathlet
- Grzegorz Szamotulski (* 1976), polnischer Fußballspieler
- Grzegorz Sztolcman (* 1962), polnischer Politiker (PO)

### T
- Grzegorz Tkaczyk (* 1980), polnischer Handballspieler
- Grzegorz Tuderek (1938–2024), polnischer Politiker und Manager
- Grzegorz Turnau (* 1967), polnischer Liedermacher

### W
- Grzegorz Włodzimierz Wasilkowski (* 1952), polnischer Informatiker und Hochschullehrer
- Grzegorz Więzik (1963–2021), polnischer Fußballspieler
- Grzegorz Wojtkowiak (* 1984), polnischer Fußballspieler

### Z
- Grzegorz Żołędziowski (* 1980), polnischer Radrennfahrer